# TNT (personaggio)
TNT è un supereroe della DC Comics degli anni quaranta. T.N.T. ed il suo aiutante Dan the Dyna-Mite furono creati da Mort Weisinger per la DC, e debuttò in Star-Spangled Comics n. 7 (aprile 1942).
La "granata a mano umana" ebbe una carriera breve durante la Golden Age dei fumetti, ricomparendo occasionalmente durante le ristampe degli anni settanta, ritornando in I Superamici n. 12, e comparendo di quando in quando in All-Star Squadron e nel sequel post-Crisi, Young All-Star.

## Storia del personaggio

### Pre-Crisi
T.N.T. e Dan the Dyna-Mite erano le identità segrete di un insegnante di chimica e di un tirocinante di nome Thomas N. "Tex" Thomas ed il suo studente Daniel Dunbar. Mentre lavoravano assieme con alcuni "sali radioattivi", scoprirono di essere stati caricati di energia radioattiva. Thomas venne caricato di energia positiva, mentre Dunbar fu caricato di energia negativa. Thomas costruì un paio di anelli con cui teneva l'energia a riposo finché non venivano toccati insieme, al cui punto, il duo otteneva la super forza, super velocità e l'abilità di generare diverse forme di energia. Thomas generava il calore, mentre Dan generava piccole scosse elettriche.

### Post-Crisi
T.N.T. fu rinnovato come parte dell'All-Star Squadron di Roy Thomas, e nel suo spin-off, Young All-Stars. Dopo che T.N.T. e Dan the Dyna-Mite furono attivi per pochi mesi, furono convocati dalla All-Star Squadron per partecipare al loro primo incontro generale. La loro partecipazione sembrò essere limitata solo all'incontro e a poco più fino all'aprile 1942, quando Liberty Belle, come presidente dell'All-Star Squadron, chiese a T.N.T. e a Dan the Dyna-Mite di controllare l'attività di spionaggio di Axis in Colorado. Qui, incontrarono il futuro membro dell'All-Star Squadron, Iron Munro, ma T.N.T. fu ucciso da Gudra la Valchiria, un'agente super naturale di Adolf Hitler. A T.N.T. fu conferita la Medaglia d'Onore postumo, lasciando Dyna-Mite a lavorare con Munro e altri membri della Young All-Stars. Tenendo l'anello di Thomas, Dan scoprì che poteva attivare il suo potere facendo toccare gli anelli insieme.

### Versione corrente
L'ultima versione del personaggio fu integrato nel progetto Sette Soldati di Grant Morrison. Auto-definendosi Dyno-Mite Dan, Harris B. Bedletter fece un acquisto online di quelli che credeva fossero gli anelli di T.N.T. e Dan the Dyna-Mite, e si unì ad un gruppo di altri cinque eroi in Seven Soldiers n. 0. Triste a dirsi, venne ucciso con il resto del gruppo. È da notare che i suoi anelli erano dei falsi creati da Cassandra Craft.

## Altre comparse
Nonostante un po' di confusione, T.N.T. non comparisse nel 1993 per quattro numeri della mini-serie The Golden Age, scritto da Jame Robinson (non James) e disegnato da Paul Smith. Ambientato durante il periodo del "McCarthysmo", il quasi omonimo Tex Thompson si ritirò dalla vita super eroistica ed entrò in politica. Gli ex alleati del supereroe
infine scoprirono che la mente di Thompson era stata rimpiazzata da quella di Ultra-Humanite, e che aveva trapiantato il cervello di Adolf Hitler nel nuovo super corpo di Dan the Dyna-Mite. "Tex" Thomas, T.N.T., non comparve.